# کیم آلکسیس
کیم آلکسیس (انگلیسی: Kim Alexis؛ زادهٔ ۱۵ ژوئیهٔ ۱۹۶۰) یک هنرپیشه، و مانکن (فرد) اهل ایالات متحده آمریکا است.
- مرد مقدس (۱۹۹۸)